# Enriqueta González Rubín
Enriqueta González Rubín (Santianes, Ribadesella, 17 de abril de 1832-Infiesto, 9 de noviembre de 1877) fue una escritora y periodista asturiana.

## Biografía
Quedó huérfana siendo niña. Fue madre soltera y en 1859 contrajo matrimonio con Juan Echevarría. Hacia 1874 se trasladaron a Infiesto donde murió de cáncer el 9 de noviembre de 1877.
Enriqueta González Rubín inició el género narrativo en idioma asturiano en un momento histórico cuando aún no era nada fácil para una mujer el poder dedicarse a las letras.
Colaboró habitualmente con artículos, poemas y narraciones en la prensa de la época. 
Su prosa recuerda la narrativa anterior al realismo siendo costumbrista como su contemporánea Fernán Caballero.
Entre los medios en los que escribió, se destaca El Faro Asturiano, de donde se conocen la mayoría de sus escritos.
En su tiempo logró una popularidad considerable, aunque las inquietudes políticas y sociales que mostraba su obra y la no reedición de las mismas a su vez, han hecho que haya decaído con el correr de los años.

## Obra
Sus artículos expresan una preocupación por las condiciones de vida de la mujer y por su educación y papel en la sociedad.
En 1875 publicó en vida Viaxe de Tíu Pacho el Sordu a Uviedo, una novela escrita en asturiano en la que reflexionaba con ironía sobre la política y sociedad asturianas de la época. Esta obra fue localizada en el año 2007 dentro de su biblioteca privada en el Palacio del Cueto de Llanes.
Fue autora de artículos, poemas y narraciones, así como de una novela por entregas publicada que se publicaron en el periódico El Faro Asturiano. Utilizaba los seudónimos La Gallina Vieja, La Cantora del Sella y Una aldeana del Sella para firmar sus textos.
En 1890 el director de El Faro Asturiano, Protasio González Solís, recopiló varias de las obras que Enriqueta había escrito para su diario en una publicación titulada Memorias Asturianas.

## Reconocimientos
- En 2003 la Consejería de Cultura del Principado de Asturias instituyó el Premio Enriqueta González Rubín de Periodismo.[1]
- En la Semana del 4 al 8 de mayo de 2009 se celebró la XXX Semana de las Letras Asturianas, dedicada a la memoria de González Rubín.[6]

- En 2021 la Consejería de Cultura, Política Llingüística y Turismo del Principado de Asturias convocó el premio "Enriqueta González Rubín de narrativa joven en asturiano".[7]
- La Sociedad Etnográfica de Ribadesella organiza una ruta literaria en el pueblo de la escritora.[3]